# First Tower
Le First Tower est un gratte-ciel de 208 mètres construit en 2001 à Shenzhen en Chine.